# مگس‌گیر پالائو
مگس‌گیر پالائو (نام علمی: Myiagra erythrops) نام یک گونه از سرده مگس‌گیرهای نوک‌پهن است.